# Ea va râde
Ea va râde, grafiat în acel timp Ea va rîde (titlul original: în italiană Riderà (Cuore matto)) este o comedie muzicală italiană, realizat în 1967 de regizorul Bruno Corbucci, protagoniști fiind actorii Little Tony, Marisa Solinas, Ferruccio Amendola.
Face parte din genul de filme italienești musicarello, care răspândeau în anii 1960 șlagărele de muzică ușoară italienească, având succes la tineret.

## Distribuție
- Little Tony – Antonio Moruzzo
- Marisa Solinas – Giulia
- Ferruccio Amendola – Sandro
- Anita Sanders – Samantha Derija
- Raimondo Vianello – detectivul Fred Manzi
- Oreste Lionello – Oreste
- Geoffrey Copleston – J. K. Deline producător
- Antonella Murgia – farmacista
- Gino Ravazzini – agentul lui Samantha
- Lucio Flauto – Marco
- Cesare Gelli – Barluzzi
- Jimmy il Fenomeno – Jimmy
- Giovanna Lenzi – Francesca
- Ignazio Leone – Salvatore, gardianul
- Elsa Vazzoler – Signora Cesira
- Linda Sini – Miss Fellow
- Susan Terry – Valeria
- Riccardo Paladini – Sandro
- Anna Campori – mama lui Antonio
- Alfredo Marchetti – tatăl lui Antonio
- Pinuccio Ardia – Raffaele Guappo

## Melodii din film
Toate melodiile din film sunt inerpretate de Little Tony:
1. Il ragazzo col ciufo (Cassia - Ciacci - Minardi)
2. Cuore matto (A. Ambrosino - T. Savio)
3. T'amo e t'amero (Amendola)
4. Streets of Laredo (Ray Evans - Jay Livingston)
5. Riderà (Daniel Gérard - Ralph Bernet - Mogol)
6. Il mio amore con Giulia (Basllivan - L. Tony)